# فرناندو مانسانکه
فرناندو مانسانکه (اسپانیایی: Fernando Manzaneque‎; ۴ فوریهٔ ۱۹۳۴ – ۵ ژوئن ۲۰۰۴) دوچرخه‌سوار اهل اسپانیا بود. وی در مسابقات تور دو فرانس شرکت کرده است.